# Enterococcaceae
Enterococcaceae jsou čeleď grampozitivních bakterií řádu Lactobacillales. V této čeledi se nachází bakterie, které mají jako konečný produkt metabolismu kyselinu mléčnou (kvašení). Do čeledi spadají i některé patogenní bakterie, Enterococcus (enterokok) může způsobit uretritidu, endokarditidu nebo meningitidu.